# Matteo Aicardi
Matteo Aicardi (Finale Ligure, 19 de abril de 1986) é um jogador de polo aquático italiano, medalhista olímpico.

## Carreira

### Jogos Olímpicos
Aicardi fez parte do elenco vice-campeão olímpico pela Itália em Londres 2012. Quatro anos depois integrou a equipe medalha de bronze nos Jogos do Rio de Janeiro.